# Erebia heinrichi
Erebia heinrichi är en fjärilsart som beskrevs av Zobel 1923. Erebia heinrichi ingår i släktet Erebia och familjen praktfjärilar. Inga underarter finns listade i Catalogue of Life.